# Hiéroglyphe égyptien S15
Le pectoral simplifié, en hiéroglyphes égyptiens, est classifié dans la section S « Couronnes, vêtements, sceptres, etc. » de la liste de Gardiner ; il y est noté S15.

## Représentation
Il représente un pectoral de trois ou quatre (rarement) perles de verre ou de faïence souvent représentées sous la forme de papyrus (hiéroglyphe M13) attachées sur un support représenté sous une forme de voûte céleste (hiéroglyphe N1). Il est translittéré ṯḥn.t ou ṯḥn.

## Utilisation
| S15 |

| S15 |

| S15 | n · t · N33B · Z2 |

| S15 | n · t · N33B · Z2 |

| S16 |

| S16 |

| S17 |

| S17 |

| S17 |

| S17 |